# موريس فورنير
موريس فورنير (بالفرنسية: Maurice Fournier)‏ هو منافس ألعاب قوى فرنسي، ولد في 18 يناير 1933 في Lassigny ‏ في فرنسا.

## وصلات خارجية
- موريس فورنير على موقع الاتحاد الدولي لألعاب القوى (الإنجليزية)
- موريس فورنير على موقع الاتحاد الفرنسي لألعاب القوى (الفرنسية)
- موريس فورنير على موقع أوليمبيديا (الإنجليزية)